# Дюмустье, Пьер (генерал)
Пьер Дюмустье (фр. Pierre Dumoustier; 1771—1831) — французский военный деятель, дивизионный генерал (1811 год), граф (1814 год), участник революционных и наполеоновских войн. Имя генерала выбито на Триумфальной арке в Париже.

## Биография
Родился в очень старой протестантской семье из Лудёна. Его отец Габриэль Дюмустье (фр. Gabriel Dumoustier; р. в 1730 году) был торговцем картинами, мать Луиза Анриэтта Эмилия Ле Серюрье (фр. Louise Henriette Émilie Le Sérurier; ум. в 1793 году).
23 августа 1793 года записался добровольцем в 1-й батальон Сен-Кантена. 1 октября 1794 года батальон влился в состав 5-го гусарского полка в составе Северной армии. Был ранен в сентябре 1794 года. 28 ноября 1795 года был назначен адъютантом командующего Гвардией Директории. Вместе с гвардией участвовал в перевороте 18 брюмера.
После прихода Наполеона к власти участвовал в дипломатических миссиях, направленных  Первым консулом ко дворам Пруссии и России. 26 октября 1803 года уже в звании полковник штаба был назначен комендантом Главной квартиры лагеря Сент-Омер. Ровно через год, 26 октября 1804 года, получил под своё начало 34-й полк линейной пехоты, с которым сражался в кампаниях 1805 и 1806 годов в составе дивизии Сюше. Отличился при Аустерлице, был ранен в сражениях при Йене и Пултуске. 30 декабря 1806 года произведён в бригадные генералы, и уже на следующий день возглавил 2-ю пехотную бригаду в дивизии Сюше.
Осенью 1808 года с дивизией переброшен в Испанию, где отличился при второй осаде Сарагосы. 5 апреля 1809 года был назначен на пост заместителя командующего пешими егерями Императорской гвардии в звании второго полковника гвардии. 30 апреля 1809 года стал командиром 1-й бригады маршевой гвардейской дивизии генерала Кюриаля. Принимал участие в Австрийской кампании 1809 года. Отличился со своей бригадой в сражениях при Эсслинге и Ваграме.
3 января 1810 году был назначен командиром 2-й гвардейской дивизии, и вернулся в Испанию в составе Молодой гвардии под началом генерала Дорсенна. 24 июня 1811 года произведён в дивизионные генералы. 15 января 1812 года – командир 1-й гвардейской дивизии. 25 июня 1812 года – командир 4-й гвардейской дивизии Северной армии.
В 1813 году Дюмустье был отозван во Францию и 10 апреля возглавил 2-ю дивизию пехоты Молодой гвардии, с которой отличился в сражениях при Лютцене, Баутцене и Вюршене. 26 августа при Дрездене командовал 1-й дивизией пехоты Молодой гвардии, и был ранен картечной пулей в левую ногу. Получил от Наполеона разрешение вернуться во Францию на лечение.
После первой Реставрации Бурбонов отказывается от креста ордена Святого Людовика, который предлагает ему королевское правительство, а также получает право выйти в отставку.
Во время «Ста дней» вновь присоединяется к Императору. С 12 мая по 13 июня 1815 года был членом Палаты Депутатов от Нижней Луары. Также Наполеон поручает ему оборону Парижа. После второй Реставрации отстранён от службы и в 1816 году сослан в Нант.
После Июльской революции 1830 года возглавил Национальную гвардию Нанта. Умер там же 15 июня 1831 года в возрасте 60 лет.

## Воинские звания
- Сержант (2 октября 1793 года);
- Лейтенант (13 июня 1797 года);
- Капитан (19 декабря 1798 года);
- Командир эскадрона (27 декабря 1802 года);
- Полковник (27 августа 1803 года);
- Бригадный генерал (30 декабря 1806 года);
- Дивизионный генерал (24 июня 1811 года).

## Титулы
- Барон и Империи (фр. baron  et de l'Empire; декрет от 19 марта 1808 года, патент подтверждён 27 ноября 1808 года);
- Граф и Империи (фр. comte  et de l'Empire; декрет от 28 ноября 1813 года, патент подтверждён 10 января 1814 года)[1].

## Награды
Легионер ордена Почётного легиона (5 февраля 1804 года)
 Коммандан ордена Почётного легиона (14 июня 1804 года)
 Кавалер ордена Железной короны (16 августа 1813 года)
 Великий офицер ордена Почётного легиона (21 марта 1831 года)